# Le Clapier

Le Clapier este o comună în departamentul Aveyron din sudul Franței. În 1 ianuarie 2022 avea o populație de 88 de locuitori.